# Drew (Mississippi)
Drew ist eine Kleinstadt im Sunflower County, Mississippi, USA. Bei der Volkszählung 2020 betrug die Einwohnerzahl 1.852. Drew liegt in der Nähe mehrerer Plantagen und des Mississippi State Penitentiary, eines Gefängnisses für Männer.

## Geschichte
Drew wurde am 23. September 1899 als Ortschaft registriert. Die Yazoo Delta Railroad, auch bekannt als Yellow Dog Railroad, hatte dort ein Depot. Die Eisenbahn wurde im Lied The Yellow Dog Blues von W. C. Handy verewigt.
Drew gilt auch als ein früher Treffpunkt von Bluesmusikern. So hielt sich Charley Patton um 1912 häufig in Drew auf und traf dort andere Musiker. Auch das Haus von Sylvester Davis, dem Vater von Boo Boo Davis, war ein Treffpunkt von Bluesmusikern, darunter John Lee Hooker, Elmore James, Robert Pete Williams und Robert Petway.
Aber Drew ist auch bekannt als Schauplatz mehrerer rassistischer Morde, darunter die Lynchmorde an Joe Pullen im Jahr 1923 und an Emmett Till im Jahr 1955.

## Persönlichkeiten
- Willie Brown (1900–1952), Bluesmusiker, wuchs in Drew auf
- Boo Boo Davis (* 1943), Bluesmusiker aus Drew, der 2005 ein Album mit dem Titel Drew, Mississippi veröffentlichte
- Harold Dorman (1926–1988), Rock-and-Roll-Sänger und Songwriter aus Drew
- William Eggleston (* 1939), Fotograf, der in Drew aufwuchs
- Tommy Johnson (1896–1956), Bluesmusiker, arbeitete ab 1916 auf einer Plantage bei Drew
- Archie Manning (* 1949), ehemaliger American-Football-Spieler aus Drew
- Charley Patton (1891–1934), Bluesmusiker, der sich um 1912 häufig in Drew aufhielt
- Pops Staples (1914–2000), Gospel- und R&B-Musiker, Gründer der Staple Singers, wuchs auf einer Plantage bei Drew auf